# ダーリング (沢田研二の曲)
「ダーリング」は、沢田研二の23枚目のシングル。1978年5月21日にポリドール・レコードより発売された。

## 解説
- テレビ番組などでこの曲を歌う際は、船員のセーラー服の衣装を着ていた。
- 沢田にとっては「勝手にしやがれ」以来5曲目のオリコン週間チャートでの1位獲得となったが、この曲を最後に1位から遠ざかっている。

## 収録曲
1. ダーリング（3分54秒）
  - 作詞:阿久悠／作曲:大野克夫／編曲:船山基紀
2. お嬢さんお手上げだ（3分26秒）
  - 作詞:阿久悠／作曲:大野克夫／編曲:船山基紀

## 沢田研二の関連作品
- 今度は、華麗な宴にどうぞ。

## カバーしたアーティスト
紫苑
2004年7月14日にシングルとしてリリース。
斉藤和義
2007年3月21日のアルバム『紅盤』に収録。
SUPER★DRAGON
2021年4月30日に配信限定シングルとしてリリース。